# Ni de coña
Ni de coña es una película española de comedia dirigida por Fernando Ayllón en el año 2020, producida por Mr Miyagi Films y distribuida por Alfa Pictures. Los protagonistas de la película son Nathalie Seseña, Goyo Jiménez, José Juan Vaquero, Jordi Sánchez y Ricardo Quevedo.
Es la primera película con producción española del director de No andaba muerto, estaba de parranda. El filme superó los 50.000 espectadores y recaudó un total de 338.202,37 euros.
Desde el 26 de marzo de 2021 se puede encontrar en la plataforma de pago Netflix. 

## Sinopsis
Cuatro parejas que están al borde del abismo deciden acudir a una terapia grupal en el Caribe con el propósito de salvar sus relaciones. Una vez en la isla conocerán a unos gurús del amor que les someterán a métodos poco ortodoxos que darán giros inesperados en sus vidas con el propósito de que no rompan sus relaciones, haciéndoles vivir una estancia difícil de olvidar.

## Reparto
A continuación se enumeran los actores y las actrices principales que protagonizan la película:
- Nathalie Seseña como Marisol.
- Goyo Jiménez como Ricky.
- José Juan Vaquero como Genaro.
- Jordi Sánchez como Kianu.
- Ricardo Quevedo como Valdomero.
- Carolina Noriega como Moana.
- Max Mariegas como Iker.
- Kikín Fernández como Andrés.
- Norma Nivia como Lina.
- Moi Camacho como Jose.
- Karine Amaya como Lucy.
- Shirley Marulanda como Lorena.
- Nadia Torrijos como Esperanza.
- Jairo Ordóñez como Veneno.

## Producción
Dirección
Fernando Ayllón: director de cine y guionista colombiano.
Guion
Fernando Ayllón
Fotografía
Henry Albadán: director de fotografía colombiano.

## Estilo
La película ha sido comparada con toda aquella que consiga que el espectador se eche unas risas y desconecte durante hora y media como Señor, dame paciencia y otras muchas comedias españolas. Algunas de sus secuencias parecen guiños a los reality-shows de parejas.

## Críticas
Sergio F. Pinilla, crítico de cine que colabora con Cine para leer y Cinemanía, destacó que el director de Si saben cómo me pongo, ¿pa' qué me invitan? o El que se enamora pierde revela aquí «las claves de su fórmula audiovisual». Para Borja Crespo, el filme está lleno de «topicazos, situaciones de enredo y chistes verdes» una idea muy compartida con Miguel Ángel Pizarro que declara que es una «comedia resultona, de rápido y fácil consumo, siendo una especie de homenaje a las sitcoms que arrasaban en la taquilla española a inicios de los años 80».

## Recaudación
La progresión semanal desde el día del estreno, el 13 de noviembre de 2020:
|   | Semana                | Recaudación (€) | Rec. Acumulada (€) |
| - | --------------------- | --------------- | ------------------ |
| 1 | 13 al 15 de noviembre | 92.156          | 92.156             |
| 2 | 20 al 22 de noviembre | 65.521          | 186.742            |
| 3 | 27 al 29 de noviembre | 60.525          | 266.958            |
| 4 | 4 al 6 de diciembre   | 33.971          | 320.737            |
| 5 | 11 al 13 de diciembre | 17.859          | 17.859             |
| 6 | 18 al 20 de diciembre | 4.710           | 381.236            |